# Elizabeth Gutierrez
Elizabeth Gutiérrez (Los Angeles, Kalifornia, 1979. április 1., –) mexikói származású amerikai színész, modell.

## Élete
Kezdetben Los Angelesben titkárnőként dolgozott, majd 2003-ban jelentkezett a Protagonistas de novela nevű valóságshow második szériájába, melyet nálunk Tévésztár kerestetik címen vetített a Zone Romantica. A műsorban sokan megkedvelték az eltökélt és mindig vidám lányt, így a legjobb ötben foglalt helyet. Elizabeth itt ismerkedett meg, William Levyvel, aki Erick Elíasszal harcolt a nő szerelméért, s végül ő szerezte meg szívét. A párnak két gyermeke született, 2006 márciusában született Christopher Alexander és 2010-ben Kailey Alexandra.
William Levyvel való kapcsolata igencsak viharosnak mondható, a színész állítólag többször is megcsalta őt és a mexikói pletykalapok szerint több kolléganőjével is hevesen flörtölt. 2009-ben már a szakítást is hivatalossá tették, mikor kiderült, hogy Ely újból gyermeket vár, s emiatt úgy döntöttek, megpróbálják felmelegíteni kapcsolatukat. A színészt legutóbb azzal vádolták, hogy egy rajongóját hotelszobájába csábította és megerőszakolta, amiért pert is indítottak ellene. A vádakat tagadta és visszaperelte a lányt és édesanyját, de Elizabeth mindezek ellenére kitartott mellette. Ám boldogságuk nem tartott sokáig, Elizabeth 2011. május 9-én hivatalos közleményében tudatta a világgal, hogy nyolc év után elhagyta Williamet. Az okok tisztázatlanok, a színésznő csak annyit mondott, gyermekei lelki egészségének védelmében tett pontot a kapcsolat végére.

## Munkássága
A 2003-as Protagonistas de novela után Elizabeth 2006-ban megkapta a Venevision Olvidarte jamás című telenovellájának egyik kisebb negatív szerepét. Ezt a következő évben az Acorralada követte, amelyben már egy fontosabb karaktert kelthetett életre, Paola személyében. A tehetséges színésznő 2007-ben a Venevision internetre szánt mininovellájának, az Isla paraísónak főszerepét alakította, Julián Gil mellett. A történet néhány hajótörött fiatalról szólt.
2008-ban hatalmas lehetőséget kapott a venezuelai telenovella-társaságtól. Élete első főszerepét játszhatta el az Amor Compradóban, José Ángel Llamas partnereként. Ezt egy film követte, mely csak DVD-n jelent meg, ez pedig a Fotonovela volt, mely középpontjában egy fiatal művész (Rafael Amaya) áll, aki munkahelyén nehezen tud beilleszkedni és a szerelemért is küzdenie kell.
2008-ban második főszerepét játszhatta el, ezúttal az amerikai székhelyű Telemundónál. Az El rostro de Analía nemzetközi hírnevet hozott neki, világszerte sikeres novella volt. Elizabeth két különböző személyiséget keltett életre. 2009-ben a Televisához szegődött, Salvador Mejía Corazón salvaje remake-jében. Ekkor váratlanul teherbe esett, ám a gyermekáldást beleszőtték a történetbe. Kislánya születése után nem sokkal újra munkába állt, hogy eljátszhassa az El fantasma de Elena főszerepét. 2012-ben szerepet kapott az El rostro de la venganza című sorozatban, de két héttel a premier után otthagyta a sorozat forgatásait.

## Filmográfia
Elizabeth 2003 óta, vagyis a Protagonista de novelában való szereplése óta aktívan dolgozik. Legutóbb[mikor?] az amerikai székhelyű Telemundónál forgatta harmadik főszerepét.
| Év        | Cím                                          | Szerepnév                                             | Magyar hang     | TV stúdió          |
| --------- | -------------------------------------------- | ----------------------------------------------------- | --------------- | ------------------ |
| 2003      | Tévésztár kerestetik Protagonistas de novela | Önmaga                                                |                 | Telemundo          |
| 2004      | Legends Cup (LFL)                            | Önmaga                                                |                 |                    |
| 2005      | The Price Is Right                           | Önmaga                                                |                 |                    |
| 2006      | Sosem feledlek Olvidarte jamás               | Isabella Neira                                        | Solecki Janka   | Venevision         |
| 2007      | Sarokba szorítva Acorralada                  | Paola Irazábal                                        | Németh Borbála  | Venevision         |
| 2008      | Amor Comprado                                | Mariana Gómez                                         |                 | Venevision         |
| 2008      | Fotonovela                                   | Melanie                                               |                 | Maya Entertainment |
| 2008–2009 | A bosszú álarca El rostro de Analía          | Ana Lucía "Analía" Moncada Mariana Andrade de Montiel | Solecki Janka   | Telemundo          |
| 2009–2010 | Vad szív Corazón salvaje                     | Rosenda Frutos de Fonteak                             | Bánfalvi Eszter | Televisa           |
| 2010–2011 | El fantasma de Elena                         | Elena Lafé                                            |                 | Telemundo          |
| 2011      | Mira quién baila                             | Önmaga                                                |                 |                    |
| 2012      | Utolsó vérig El Rostro de la venganza        | Mariana San Lucas                                     | Solecki Janka   | Telemundo          |
| 2017      | Milagros de Navidad                          | Lolita Martínez                                       |                 |                    |
| 2018      | El fantasma de mi novia                      | Elena                                                 |                 |                    |
| 2025      | Velvet: El nuevo imperio                     |                                                       |                 |                    |